# Atletisme als Jocs Olímpics d'Estiu de 1912 - salt de perxa masculí
El salt de perxa masculí va ser una de les proves del programa d'atletisme disputades durant els Jocs Olímpics d'Estocolm de 1912. Aquesta va ser la cinquena vegada que es disputava aquesta competició, sent una de les 12 que s'han disputat en totes les edicions dels Jocs. La prova es va disputar entre el dimecres 10 i el dijous 11 de juliol i hi van prendre part 25 atletes d'11 nacions diferents.

## Medallistes
| Or                  | Plata                                | Bronze                                                           |
| Harry Babcock (USA) | Frank Nelson (USA) Marc Wright (USA) | William Halpenny (CAN) · Frank Murphy (USA) · Bertil Uggla (SWE) |

## Rècords
Aquests eren els rècords del món i olímpic que hi havia abans de la celebració dels Jocs Olímpics de 1912.
| Rècord del Món | 4.02 | Marc Wright            | Cambridge, MA (USA) | 8 de juny de 1912    |
| Olympic Record | 3.71 | Edward Cook            | Londres (GBR)       | 24 de juliol de 1908 |
| Olympic Record | 3.71 | Alfred Carlton Gilbert | Londres (GBR)       | 24 de juliol de 1908 |

|  |  |  |  |

## Resultats
Halpenny es va veure obligat a retirar-se en llitera en trencar-se dues costelles en la caiguda del salt sobre 3,80 metres.
| Pos. | Atleta                 | Ronda preliminar | Ronda preliminar | Ronda preliminar | Ronda preliminar | Ronda preliminar | Ronda preliminar | Ronda preliminar | Final | Final | Final | Final | Final | Final | Final | Final | Final | Millor salt |
| Pos. | Atleta                 | 3.00             | 3.20             | 3.40             | 3.50             | 3.60             | 3.65             | Qual.            | 3.40  | 3.50  | 3.60  | 3.65  | 3.75  | 3.80  | 3.85  | 3.95  | 4.06  | Millor salt |
| ---- | ---------------------- | ---------------- | ---------------- | ---------------- | ---------------- | ---------------- | ---------------- | ---------------- | ----- | ----- | ----- | ----- | ----- | ----- | ----- | ----- | ----- | ----------- |
| 1    | Harry Babcock (USA)    | ---              | O                | O                | O                | O                | O                | QF               | O     | O     | O     | ---   | O     | O     | O     | O     | XXX   | 3.95        |
| 2    | Frank Nelson (USA)     | O                | ---              | O                | O                | O                | XO               | QF               | O     | O     | O     | XO    | O     | O     | XO    | XXX   | ---   | 3.85        |
| 2    | Marc Wright (USA)      | ---              | ---              | O                | O                | O                | XO               | QF               | O     | O     | O     | O     | XO    | XO    | XO    | XXX   | ---   | 3.85        |
| 3    | William Halpenny (CAN) | ---              | ---              | O                | O                | O                | O                | QF               | O     | XO    | O     | O     | XO    | XO    | ---   | ---   | ---   | 3.80        |
| 3    | Frank Murphy (USA)     | ---              | O                | O                | O                | XXO              | O                | QF               | O     | O     | XO    | XO    | O     | O     | XXX   | ---   | ---   | 3.80        |
| 3    | Bertil Uggla (SWE)     | O                | O                | O                | O                | O                | XO               | QF               | O     | O     | O     | O     | O     | XO    | XXX   | ---   | ---   | 3.80        |
| 7    | Sam Bellah (USA)       | ---              | ---              | XO               | XXO              | XO               | O                | QF               | O     | O     | XO    | O     | XO    | XXX   | ---   | ---   | ---   | 3.75        |
| 8    | Frank Coyle (USA)      | ---              | ---              | O                | O                | O                | XXO              | QF               | O     | O     | XO    | XO    | XXX   | ---   | ---   | ---   | ---   | 3.65        |
| 8    | Gordon Dukes (USA)     | ---              | XXO              | O                | XXO              | O                | O                | QF               | O     | O     | O     | XXO   | XXX   | ---   | ---   | ---   | ---   | 3.65        |
| 8    | Bill Fritz (USA)       | ---              | O                | O                | O                | O                | O                | QF               | O     | XO    | XO    | XXO   | XXX   | ---   | ---   | ---   | ---   | 3.65        |
| 11   | Robert Pasemann (GER)  | O                | O                | O                | O                | XXO              | O                | QF               | XO    | XXX   | ---   | ---   | ---   | ---   | ---   | ---   | ---   | 3.40        |
|      |                        |                  |                  |                  |                  |                  |                  |                  |       |       |       |       |       |       |       |       |       |             |
| 12   | Carl Hårleman (SWE)    | ---              | XO               | O                | XO               | O                | XXX              |                  |       |       |       |       |       |       |       |       |       | 3.60        |
| 12   | Richard Sjöberg (SWE)  | O                | O                | O                | O                | XXO              | XXX              | 3.60             |       |       |       |       |       |       |       |       |       |             |
| 12   | Clas Gille (SWE)       | ---              | O                | O                | XXO              | XXO              | XXX              | 3.60             |       |       |       |       |       |       |       |       |       |             |
| 15   | Fernand Gonder (FRA)   | XO               | XO               | O                | O                | XXX              | ---              | 3.50             |       |       |       |       |       |       |       |       |       |             |
| 16   | Ulrich Baasch (RUS)    | O                | O                | O                | XXX              | ---              | ---              | 3.40             |       |       |       |       |       |       |       |       |       |             |
| 16   | Fritz Vikke (DEN)      | O                | O                | O                | XXX              | ---              | ---              | 3.40             |       |       |       |       |       |       |       |       |       |             |
| 18   | Magnus Nilsson (SWE)   | ---              | O                | XXX              | ---              | ---              | ---              | 3.20             |       |       |       |       |       |       |       |       |       |             |
| 18   | Hugo Svensson (SWE)    | O                | O                | XXX              | ---              | ---              | ---              | 3.20             |       |       |       |       |       |       |       |       |       |             |
| 18   | Sander Santesson (SWE) | XO               | O                | XXX              | ---              | ---              | ---              | 3.20             |       |       |       |       |       |       |       |       |       |             |
| 18   | Viktor Franzl (AUT)    | XXO              | O                | XXX              | ---              | ---              | ---              | 3.20             |       |       |       |       |       |       |       |       |       |             |
| 18   | Georgios Banikas (GRE) | XO               | XO               | XXX              | ---              | ---              | ---              | 3.20             |       |       |       |       |       |       |       |       |       |             |
| 23   | Jindřich Jirsák (BOH)  | O                | XXX              | ---              | ---              | ---              | ---              | 3.00             |       |       |       |       |       |       |       |       |       |             |
| 23   | Manlio Legat (ITA)     | O                | XXX              | ---              | ---              | ---              | ---              | 3.00             |       |       |       |       |       |       |       |       |       |             |
| -    | Johann Martin (RUS)    | XXX              | ---              | ---              | ---              | ---              | ---              | NM               |       |       |       |       |       |       |       |       |       |             |